# Выборы в Национальную ассамблею Непала (2018)
Выборы в Национальную ассамблею 2018 года Непала прошли 7 февраля. Согласно статье 86 Конституции Непала от 2015 года члены Национальной ассамблеи избираются каждые шесть лет через коллегию выборщиков. В дополнение к этому, одна треть членов выходит на пенсию каждые два года на шесть лет посредством розыгрыша лотереи.

## Коллегия выборщиков
Коллегия выборщиков состоит из членов провинциального собрания и председателя/мэра и заместителя председателя/заместителя мэра местных органов в пределах штата. Голос каждого члена провинциального собрания имеет вес в сорок восемь, тогда как голос каждого председателя/мэра/заместителя председателя/заместителя мэра имеет вес в восемнадцать. Коллегия выборщиков избирает 56 членов в Национальное собрание, и три члена, в том числе одна женщина, назначаются президентом по рекомендации правительства Непала.